# Список україномовних реперів
|  | Службовий список статей, створений для координації робіт з розвитку теми. Це попередження не встановлюється на інформаційні списки і глосарії. |

### #
- 322 (Тридвадва)

### A
- ALCO Brothers
- Alyona Alyona
- Artisto

### B
- BUJIDOG

### C
- C4

### D
- DaHok
- Damari
- Differ
- DLF Squad
- Dub7

### E
- El Paso
- Enji

### F
- Freel

### G
- Gora Black
- Greeny
- GN Squad

### H
- HighWay

### I
- Insane

### K
- Kalush
- Kelavra
- Krechet

### L
- LEZO
- Lil Morty

### M
- M44

### N
- NTFreeze

### P
- PVNCH

### Q
- QUANT

### R
- RCLAN
- RIZUPS

### S
- Sayk One
- Skofka
- Snake G
- Sirius MC
- Sheksta
- S.Cora

### T
- The.A.Ghost

### U
- UNLIMIT
- UGANDA

### V
- VovaZIL'Vova

### W
- Wino

### X
- XYG (Хай Yo!му Gрець)

### Y
- Yarmak
- YVY

### А
- Апокриф
- Артем Лоїк

### Б
- Буян #БЧ
- Без кордонів Трійки
- «Безіменні»
- «ББ9»

### В
- Вхід У Змінному Взутті
- В'язні Часу
- Вуличний Тандем
- ВульФФ
- Віршоване Шоу (ЦЕНТРА)

### Г
- Глава 94
- Гаврик

### Д
- Док
- ДМР
- Дронімо

### Е
- Епіцентр Унії

### Ж
- Жирний Тоні (ЦЕНТРА)

### І
- Інквізиція

### К
- Кагор
- Катон
- Кедр На Ливані
- Кей Джей
- Кеб (6Kilomail/ЦЕНТРА)
- КЛАН КАДА
- КонтрАкт
- Крижик
- Курган і Agregat

### Л
- Артем Лоїк

### М
- Миромен
- МІСТо 44
- Мікловш Віктор
- Максі Кренк

### Н
- На Відміну Від
- НЄМОЙ

### П
- Патріот
- Порив Душі
- Похила Площина

### Р
- Репчитатив

### С
- САЙМАК

- Самозахист
- Символіка
- Слово Вулиць
- Сальто назад

### Т
- Тартак
- ТНМК
- Тулим
- Точка рифми
- Титри

### Х
- Хочу ЩЕ!
- Хмара

### Ц
- ЦінаРитму
- Центра

### Ч
- Чорно-білі